# Tunnel (película)
Tunnel es una película dramática nigeriana de 2014 dirigida por Stanlee Ohikhuare y protagonizada por Nse Ikpe-Etim, Femi Jacobs, Waje Iruobe y Lepacious Bose. Cuenta la historia sobre la vida y las luchas de un joven pastor y su viaje hacia la máxima realización.

## Sinopsis
El pastor Lade Olagbesan (Femi Jacobs) relata una parte de su vida en la que por intentar ayudar a una persona fue acusado acusación de homicidio.

## Elenco
- Nse Ikpe-Etim
- Femi Jacobs como Pastor Lade Olagbesan
- Waje Iruobe como Sade
- Patrick Doyle
- Femi Akeredolu
- Lepacious Bose

## Lanzamiento
Se estrenó el 16 de marzo de 2014 y fue lanzada en IROKOtv el 4 de septiembre del mismo año.

## Recepción
Nollywood Reinvented le dio una calificación del 35% y elogió la historia y actuación, pero no la sintió suficientemente atractiva.